# Manuel Galán Pacheco de Padilla
Manuel Galán Pacheco de Padilla (Nerja, Málaga, 31 de diciembre de 1893-30 de octubre de 1969) fue un diplomático español.

## Biografía
Manuel Galán nació en Nerja en 1893, uno de los varios hijos de Arturo Galán Moreno, natural de Cartagena (Murcia), y de Ana Pacheco de Padilla y Guevara. Durante su juventud residió y estudió en Valencia, donde hizo amistad con el escritor e historiador Ernest Martínez Ferrando y colaboró en la revista novecentista Impresiones (1908-1909), fundada por Manuel González Martí. Posteriormente, en Barcelona, Galán frecuentó la tertulia de Quim Borralleras en el Ateneo Barcelonés, donde presentó a Martínez Ferrando; y, al menos entre 1913 y 1917, cultivó una estrecha amistad con Josep Maria de Sagarra y Carles Riba. Sagarra le dedicó el poema «Egloga venatoria», publicado por primera vez en la revista Catalunya (22 de marzo de 1913, p. 147). Desplazado a Madrid, Galán mantiene su relación con los escritores catalanes y se integra en la vida intelectual de la capital, en cuyos medios escritos colabora.
Manuel Galán se licenció en Derecho y se diplomó en el Instituto Diplomático y Consular y Centro de Estudios Marroquíes (antecedente de la Escuela Diplomática). Ingresó en la carrera diplomática en 1920 y estuvo destinado en los consulados de Gibraltar, Santo Domingo (República Dominicana), Managua y Lyon (Francia), entre otros. Durante la Guerra Civil, en octubre de 1936, fue separado de la carrera por el gobierno republicano estando destinado como cónsul en Casablanca (Marruecos).
Tras el final de la contienda, fue readmitido al servicio activo. Fue destinado a la Argentina como cónsul de España en Córdoba en 1941 y en esta etapa mantuvo correspondencia con el compositor Manuel de Falla, entre 1943 y 1945. En 1946 consta como director de América del Ministerio de Asuntos Exteriores y secretario general del Instituto de Cultura Hispánica. Después fue encargado de negocios en La Habana (1947-1951). Entre 1955 y 1958 fue embajador de España en Pakistán, y entre 1962 y 1964 en el Líbano. Dos años más tarde, en enero de 1964, se jubiló como ministro plenipotenciario de primera clase. Fue condecorado con la Gran Cruz del Mérito Civil. Falleció en 1969.

## Datos familiares
Manuel Galán contrajo matrimonio con la italo-austríaca Ida Bradamonte Zanetti, natural de Pola (hoy, Croacia), con la que fue padre de Milena, Carolina, Ana María, Concepción y Manuela Galán Bradamonte. Su hija Ana María se casó con José Hernández de Contreras, vizconde de Altamira de Vivero. 